# Kotelett-Villa
Die Kotelett-Villa war ein großbürgerliches Wohnhaus in Herdecke, Goethestraße 10. Die Villa wurde um 1900 nach Entwurf des Hagener Architekten Paul Wiehl für den Metzgermeister Rosenkranz erbaut und stand seit dem 11. Juni 1986 unter Denkmalschutz. Da ein derart repräsentatives Haus für einen Handwerksmeister ungewöhnlich war, wurde es im Volksmund spöttisch als Kotelett-Villa bezeichnet.
Die zweigeschossige Villa im Stil der Neorenaissance verfügte über einen besonderen Sockel, Stuckornamente, teils reich verzierte Fenstergewände und eine altdeutsche Schieferdeckung des Dachs. Außerdem war sie ausgestattet mit Stufengiebeln, Verzierungen mit Blattornamenten, Erker mit Glockendach, Loggien, Holztüren, Steinsäulen und sogenanntem „durchbrochenem Schnörkelwerk“.
Zuletzt war die Villa im Besitz der Familie Renckhoff. Nach einem Großbrand am 2. Dezember 2016 wurde die Brandruine im Sommer 2017 weitgehend abgerissen.
Ab September 2018 wurde nach Überwindung einiger bürokratischer Hürden ein Neubau auf dem erhaltenen Sockel der abgerissenen Villa ausgeführt. Im westlichen Bereich entstand ein Anbau für eine Augenarztpraxis.